# Amphilophus bussingi
Amphilophus bussingi är en fiskart som beskrevs av Loiselle, 1997. Amphilophus bussingi ingår i släktet Amphilophus och familjen Cichlidae. Inga underarter finns listade i Catalogue of Life.